# Milkesa Mengesha
Tolosa Milkesa Mengesha (* 16. April 2000) ist ein äthiopischer Leichtathlet, der sich auf den Langstreckenlauf spezialisiert hat.

## Sportliche Laufbahn
Tolosa Milkesa Mengesha sammelte 2017 erste internationale Wettkampferfahrung. Im Juli trat er über 3000 Meter bei den U18-Weltmeisterschaften in Nairobi an und erreichte das Finale, in dem er mit neuer Bestleistung von 7:55,29 min als Vierter die Medaillenränge knapp verpasste. 2018 gewann er mit einer Zeit von 13:56,49 min die Silbermedaille bei den Äthiopischen U20-Meisterschaften. Im Frühjahr 2019 trat er im U20-Rennen bei den Crosslauf-Weltmeisterschaften im dänischen Aarhus an und setzte sich mit einer Zeit von 23:52 min auf der 8 km langen Strecke gegen die Konkurrenz durch. Anfang Juni steigerte er sich in Rom seine Bestzeit über 5000 Meter auf 13:25,74 min. Später in September bestritt er in Kopenhagen zum ersten Mal einen Wettkampf über die Halbmarathondistanz und belegte in 1:01:46 h den 14. Platz. Nachdem er im Januar 2021 als Vierter bei den Äthiopischen Ausscheidungswettkämpfen die Qualifikation zur Teilnahme im 10.000-Meter-Lauf bei den Olympischen Sommerspielen in Tokio verpasste, steigerte er sich Anfang Juni in Hengelo auf eine Zeit von 12:58,28 min und sicherte sich damit als Drittschnellster seines Landes die Olympiateilnahme über die 5000-Meter-Distanz. Anfang August trat er im Vorlauf in Tokio an. Als Sechster seines Vorlaufes erreichte er das Finale, in dem er mit einer Zeit von 13:08,50 min den zehnten Platz belegte. Damit erreichte er das beste Ergebnis der qualifizierten Äthiopier auf dieser Distanz. Im November steigerte er sich beim Halbmarathon von Lissabon auf eine Zeit von 59:48 min. Zu Beginn des Jahres 2022 siegte er in Houston über die gleiche Distanz. Am 18. September siegte er beim Kopenhagen-Halbmarathon 2022  in neuer persönlicher Bestzeit von 58:58 min. Zum Ende des Jahres stellte er beim Valencia-Marathon in 2:05:29 h eine neue Bestzeit auf.
2023 belegte Mengesha im Marathon bei den Leichtathletik-Weltmeisterschaften in Budapest den sechsten Platz.
Im September 2024 gewann er mit einer neuen persönlichen Bestleistung von 2:03:17 den 50. Berlin-Marathon.

## Wichtige Wettbewerbe
| Jahr                  | Veranstaltung                 | Ort                   | Platz                 | Disziplin             | Zeit                  |
| Startet für Äthiopien | Startet für Äthiopien         | Startet für Äthiopien | Startet für Äthiopien | Startet für Äthiopien | Startet für Äthiopien |
| --------------------- | ----------------------------- | --------------------- | --------------------- | --------------------- | --------------------- |
| 2017                  | U18-Weltmeisterschaften       | Nairobi               | 4.                    | 3000 m                | 7:55,29 min           |
| 2019                  | Crosslauf-Weltmeisterschaften | Aarhus                | 1.                    | U20-Rennen (8 km)     | 23:52 min             |
| 2021                  | Olympische Sommerspiele       | Tokio                 | 10.                   | 5000 m                | 13:08,50 min          |
| 2023                  | Weltmeisterschaften           | Budapest              | 6.                    | Marathon              | 2:10:43 h             |

## Persönliche Bestleistungen
Freiluft
- 3000 m: 7:49,23 min, 13. Juni 2019, Oslo
- 5000 m: 12:58,23 min, 8. Juni 2021, Hengelo
- 10.000 m: 27:51,89 min, 17. Juli 2019, Hengelo

Straße
- 5-km-Lauf: 13:40 min, 9. November 2019, Lille
- 10-km-Lauf: 27:47 min, 22. April 2019, Dongio
- Halbmarathon: 58:58 min, 18. September 2022, Kopenhagen
- Marathon: 2:03:17 h, 29. September 2024, Berlin